# Patelloa fulviceps
Patelloa fulviceps är en tvåvingeart som först beskrevs av Wulp 1890.  Patelloa fulviceps ingår i släktet Patelloa och familjen parasitflugor. Inga underarter finns listade i Catalogue of Life.